# Monte submarino Tropic
El Monte submarino Tropic, también conocido como Las Abuelas de las islas Canarias, es un monte submarino del Cretácico situado en la Provincia de Montes Submarinos de las Islas Canarias al suroeste de las Islas Canarias, al norte de Cabo Verde y al oeste del Sahara Occidental, a 269 millas al sur de El Hierro, y entre mil y cuatro mil metros de profundidad, uno de varios montes submarinos (un tipo de montaña volcánica submarina) en esta parte del océano Atlántico. Probablemente fue formado por la acción constructiva de la actividad volcánica en el océano cuando el magma, procedente del interior de la Tierra, asciende a través de grietas o fracturas de la corteza oceánica. La cima del monte submarino Tropic se encuentra a una profundidad de 970 metros y tiene una plataforma en la cima con un área de 120 kilómetros cuadrados.
Se ha hecho famoso por tener una gran cantidad de materias primas industriales importantes como telurio, cobalto y tierras raras, y es considerado reserva estratégica por la Unión Europea.
Su hipotética explotación mineral se disputa entre España y Marruecos, si bien el mismo se encuentra en aguas internacionales y no pertenece a la Zona Económica Exclusiva de ningún país. En 2014, España pidió a la ONU una ampliación de su zona económica exclusiva hacia el oeste y suroeste de las islas Canarias. A esa fecha, la propuesta estaba en estudio.